# Pornhub
Pornhub er en canadisk pornografisk videoportal og verdens største pornohjemmeside.. Pornhub blev grundlagt af Matt Keezer i 2007 og har hovedkvarter i Montreal, Quebec, Canada. Pornhub har servers i både San Francisco, Houston, New Orleans og London og blev i marts 2010 opkøbt af MindGeek.
I august 2008 fik Pornhub en Alexa-rank som nummer 27.
Hjemmesiden har ifølge anklager blandt sine mange videoer haft indhold, der afbilder børnevoldtægt, incest, hævnporno, skjult kamera, racisme og vold.
Virksomheden er blevet kritiseret for langsom eller utilstrækkelig reaktion på nogle af disse hændelser, herunder som vært for den højt profilerede kanal Girls Do Porn, som blev lukket i 2019 efter en retssag og anklager om trafficking (menneskehandel).
I december 2020, efter en artikel i New York Times om sådant indhold, veskar betalingsformidlerne Mastercard og Visa deres tjenester til Pornhub. Den 14. december 2020 fjernede Pornhub alle videoer af ubekræftede brugere.